# Chặng đua MotoGP Catalunya 2024
Chặng đua MotoGP Catalunya 2024 là chặng đua thứ 6 của mùa giải đua xe MotoGP 2024. Chặng đua diễn ra từ ngày 24 tháng 5 đến ngày 26 tháng 5 năm 2024 ở trường đua Barcelona Catalunya, Tây Ban Nha.
Ở thể thức MotoGP, tay đua Aleix Espargaro là người giành pole và chiến thắng cuộc đua Sprint race, còn người chiến thắng cuộc đua chính là Francesco Bagnaia.

## Kết quả cuộc đua Sprint race
| Stt                                                             | Số xe | Tay đua               | Đội đua                           | Xe      | Lap | Kết quả   | Xuất phát | Điểm |
| --------------------------------------------------------------- | ----- | --------------------- | --------------------------------- | ------- | --- | --------- | --------- | ---- |
| 1                                                               | 41    | Aleix Espargaró       | Aprilia Racing                    | Aprilia | 12  | 20:01.478 | 1         | 12   |
| 2                                                               | 93    | Marc Márquez          | Gresini Racing MotoGP             | Ducati  | 12  | +0.892    | 14        | 9    |
| 3                                                               | 31    | Pedro Acosta          | Red Bull GasGas Tech3             | KTM     | 12  | +1.169    | 5         | 7    |
| 4                                                               | 89    | Jorge Martín          | Prima Pramac Racing               | Ducati  | 12  | +2.147    | 7         | 6    |
| 5                                                               | 23    | Enea Bastianini       | Ducati Lenovo Team                | Ducati  | 12  | +2.980    | 11        | 5    |
| 6                                                               | 49    | Fabio Di Giannantonio | Pertamina Enduro VR46 Racing Team | Ducati  | 12  | +4.623    | 6         | 4    |
| 7                                                               | 43    | Jack Miller           | Red Bull KTM Factory Racing       | KTM     | 12  | +8.084    | 9         | 3    |
| 8                                                               | 12    | Maverick Viñales      | Aprilia Racing                    | Aprilia | 12  | +8.245    | 12        | 2    |
| 9                                                               | 72    | Marco Bezzecchi       | Pertamina Enduro VR46 Racing Team | Ducati  | 12  | +8.643    | 16        | 1    |
| 10                                                              | 20    | Fabio Quartararo      | Monster Energy Yamaha MotoGP      | Yamaha  | 12  | +9.241    | 17        |      |
| 11                                                              | 21    | Franco Morbidelli     | Prima Pramac Racing               | Ducati  | 12  | +9.537    | 10        |      |
| 12                                                              | 42    | Alex Rins             | Monster Energy Yamaha MotoGP      | Yamaha  | 12  | +13.045   | 8         |      |
| 13                                                              | 30    | Takaaki Nakagami      | Idemitsu Honda LCR                | Honda   | 12  | +13.199   | 20        |      |
| 14                                                              | 73    | Álex Márquez          | Gresini Racing MotoGP             | Ducati  | 12  | +13.378   | 13        |      |
| 15                                                              | 36    | Joan Mir              | Repsol Honda Team                 | Honda   | 12  | +16.438   | 21        |      |
| 16                                                              | 10    | Luca Marini           | Repsol Honda Team                 | Honda   | 12  | +18.000   | 22        |      |
| 17                                                              | 37    | Augusto Fernández     | Red Bull GasGas Tech3             | KTM     | 12  | +25.262   | 19        |      |
| 18                                                              | 6     | Stefan Bradl          | Team HRC                          | Honda   | 12  | +33.751   | 23        |      |
| Ret                                                             | 1     | Francesco Bagnaia     | Ducati Lenovo Team                | Ducati  | 11  | Tai nạn   | 2         |      |
| Ret                                                             | 88    | Miguel Oliveira       | Trackhouse Racing                 | Aprilia | 9   | Tai nạn   | 15        |      |
| Ret                                                             | 5     | Johann Zarco          | Castrol Honda LCR                 | Honda   | 3   | Tai nạn   | 18        |      |
| Ret                                                             | 33    | Brad Binder           | Red Bull KTM Factory Racing       | KTM     | 6   | Tai nạn   | 4         |      |
| Ret                                                             | 25    | Raúl Fernández        | Trackhouse Racing                 | Aprilia | 4   | Tai nạn   | 3         |      |
| Fastest sprint lap: Raúl Fernández (Aprilia) – 1:38.991 (lap 4) |       |                       |                                   |         |     |           |           |      |
| Kết quả chính thức                                              |       |                       |                                   |         |     |           |           |      |

## Kết quả đua chính MotoGP
| Stt                                                | Số xe | Tay đua               | Đội đua                           | Xe      | Lap | Kết quả   | Xuất phát | Điểm |
| -------------------------------------------------- | ----- | --------------------- | --------------------------------- | ------- | --- | --------- | --------- | ---- |
| 1                                                  | 1     | Francesco Bagnaia     | Ducati Lenovo Team                | Ducati  | 24  | 40:11.726 | 2         | 25   |
| 2                                                  | 89    | Jorge Martín          | Prima Pramac Racing               | Ducati  | 24  | +1.740    | 7         | 20   |
| 3                                                  | 93    | Marc Márquez          | Gresini Racing MotoGP             | Ducati  | 24  | +10.491   | 14        | 16   |
| 4                                                  | 41    | Aleix Espargaró       | Aprilia Racing                    | Aprilia | 24  | +10.543   | 1         | 13   |
| 5                                                  | 49    | Fabio Di Giannantonio | Pertamina Enduro VR46 Racing Team | Ducati  | 24  | +15.441   | 6         | 11   |
| 6                                                  | 25    | Raúl Fernández        | Trackhouse Racing                 | Aprilia | 24  | +15.916   | 3         | 10   |
| 7                                                  | 73    | Álex Márquez          | Gresini Racing MotoGP             | Ducati  | 24  | +16.882   | 13        | 9    |
| 8                                                  | 33    | Brad Binder           | Red Bull KTM Factory Racing       | KTM     | 24  | +18.578   | 4         | 8    |
| 9                                                  | 20    | Fabio Quartararo      | Monster Energy Yamaha MotoGP      | Yamaha  | 24  | +20.477   | 17        | 7    |
| 10                                                 | 88    | Miguel Oliveira       | Trackhouse Racing                 | Aprilia | 24  | +20.889   | 15        | 6    |
| 11                                                 | 72    | Marco Bezzecchi       | Pertamina Enduro VR46 Racing Team | Ducati  | 24  | +21.023   | 16        | 5    |
| 12                                                 | 12    | Maverick Viñales      | Aprilia Racing                    | Aprilia | 24  | +22.137   | 12        | 4    |
| 13                                                 | 31    | Pedro Acosta          | Red Bull GasGas Tech3             | KTM     | 24  | +31.967   | 5         | 3    |
| 14                                                 | 30    | Takaaki Nakagami      | Idemitsu Honda LCR                | Honda   | 24  | +32.987   | 20        | 2    |
| 15                                                 | 36    | Joan Mir              | Repsol Honda Team                 | Honda   | 24  | +33.132   | 21        | 1    |
| 16                                                 | 5     | Johann Zarco          | Castrol Honda LCR                 | Honda   | 24  | +34.554   | 18        |      |
| 17                                                 | 10    | Luca Marini           | Repsol Honda Team                 | Honda   | 24  | +36.689   | 22        |      |
| 18                                                 | 23    | Enea Bastianini       | Ducati Lenovo Team                | Ducati  | 24  | +50.615   | 11        |      |
| 19                                                 | 6     | Stefan Bradl          | Team HRC                          | Honda   | 24  | +55.295   | 23        |      |
| 20                                                 | 42    | Álex Rins             | Monster Energy Yamaha MotoGP      | Yamaha  | 24  | +1:03.428 | 8         |      |
| Ret                                                | 21    | Franco Morbidelli     | Prima Pramac Racing               | Ducati  | 17  | Tai nạn   | 10        |      |
| Ret                                                | 37    | Augusto Fernández     | Red Bull GasGas Tech3             | KTM     | 5   | Tai nạn   | 19        |      |
| Ret                                                | 43    | Jack Miller           | Red Bull KTM Factory Racing       | KTM     | 2   | Tai nạn   | 9         |      |
| Fastest lap: Pedro Acosta (KTM) – 1:39.664 (lap 7) |       |                       |                                   |         |     |           |           |      |
| Kết quả chính thức                                 |       |                       |                                   |         |     |           |           |      |

## Bảng xếp hạng sau chặng đua
|  | Stt | Tay đua           | Điểm |
|  | --- | ----------------- | ---- |
|  | 1   | Jorge Martín      | 155  |
|  | 2   | Francesco Bagnaia | 116  |
|  | 3   | Marc Márquez      | 114  |
|  | 4   | Enea Bastianini   | 94   |
|  | 5   | Maverick Viñales  | 87   |

|   | Stt | Xưởng đua | Điểm |
| - | --- | --------- | ---- |
|   | 1   | Ducati    | 204  |
| 1 | 2   | Aprilia   | 125  |
| 1 | 3   | KTM       | 122  |
|   | 4   | Yamaha    | 35   |
|   | 5   | Honda     | 19   |

|   | Stt | Đội đua                           | Điểm |
| - | --- | --------------------------------- | ---- |
|   | 1   | Ducati Lenovo Team                | 210  |
|   | 2   | Prima Pramac Racing               | 170  |
|   | 3   | Aprilia Racing                    | 163  |
|   | 4   | Gresini Racing MotoGP             | 156  |
| 2 | 5   | Pertamina Enduro VR46 Racing Team | 104  |